# Linie kolejowe Kornwalii
Linie kolejowe Kornwalii – sześć linii kolejowych przebiegających przez terytorium Kornwalii. Linią szkieletową jest trasa Plymouth – Penzance, od której odchodzą odnogi, zarówno na północ jak na południe. Głównym operatorem linii jest spółka First Great Western, na linii głównej działają ponadto CrossCountry i South West Trains. Na wszystkich liniach utrzymywany jest ruch pasażerski.
Żadna z linii na terenie Kornwalii nie jest zelektryfikowana; obsługiwane są przez trakcję spalinową. Rozstaw szyn na wszystkich liniach wynosi 1435 mm.
Na wszystkich bocznych liniach przewoźnik wraz z władzami lokalnymi oferują specjalne przewozy turystyczne. Jedną z form takiej usługi jest Rail Ale Trail („Szlak piwny”). Niniejsza lista obejmuje wyłącznie linie, na których utrzymywany jest ruch osobowy.

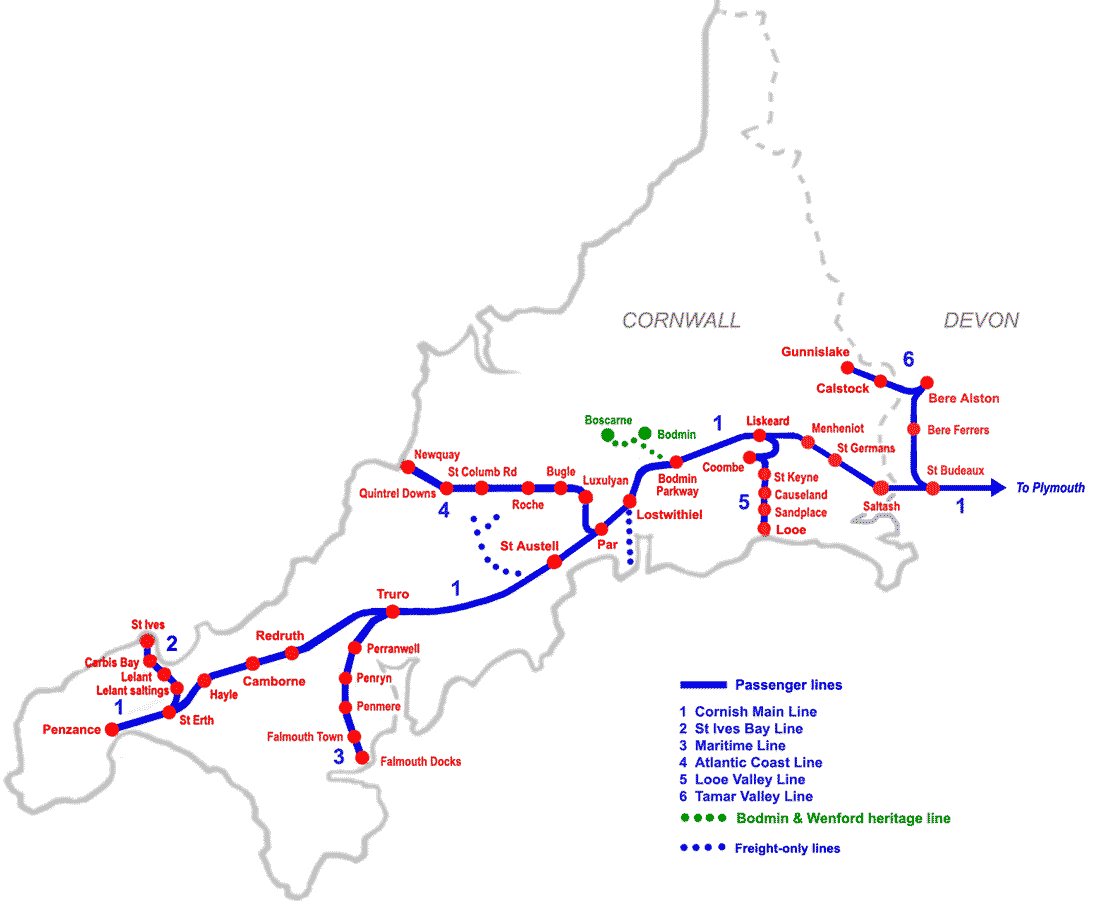
Mapa linii kolejowych Kornwalii

## Cornish Main Line

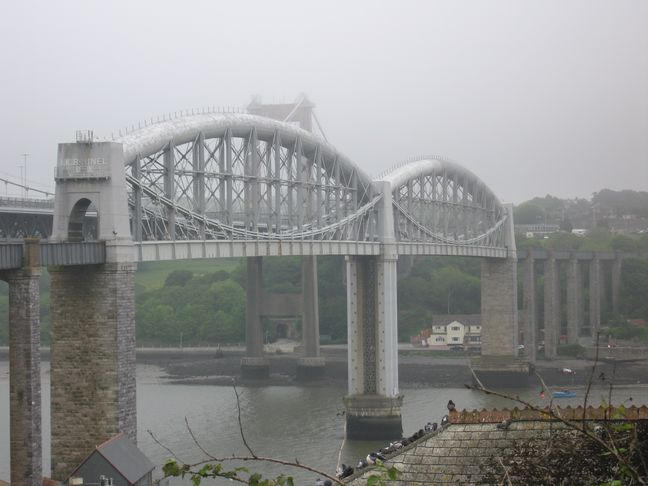
Royal Albert Bridge, jedno z dwóch miejsc, gdzie kolej przekracza granicę Kornwalii

Główna linia kolejowa, przebiegająca od Royal Albert Bridge do Penzance o długości 128 km. Linia została wybudowana w 1895 r., do Truro, gdzie połączyła się z istniejącym już odcinkiem do Penzance. Na większości stacji istnieje tendencja wzrostowa liczby pasażerów. Linia obsługuje połączenia z Londynem, północną Anglią i Szkocją. Na linii kursuje jeden z nielicznych w Wielkiej Brytanii pociągów sypialnych Night Riviera. Jest linią o największej częstotliwości kursowania pociągów; w dni powszednie linie obsługuje do pięciu kursów na godzinę.
Stacje na linii:
- Saltash
- St Germans
- Menheniot
- Liskeard (stacja węzłowa, połączenie z Looe Valley Line)
- Bodmin Parkway (stacja węzłowa, połączenie z Bodmin and Wenford Railway)
- Lostwithiel
- Par (stacja węzłowa, połączenie z Atlantic Coast Line)
- St Austell
- Truro (stacja węzłowa, połączenie z Maritime Line)
- Redruth
- Camborne
- Hayle
- St Erth (stacja węzłowa. połączenie z St Ives Bay Line)
- Penzance

## Looe Valley Line

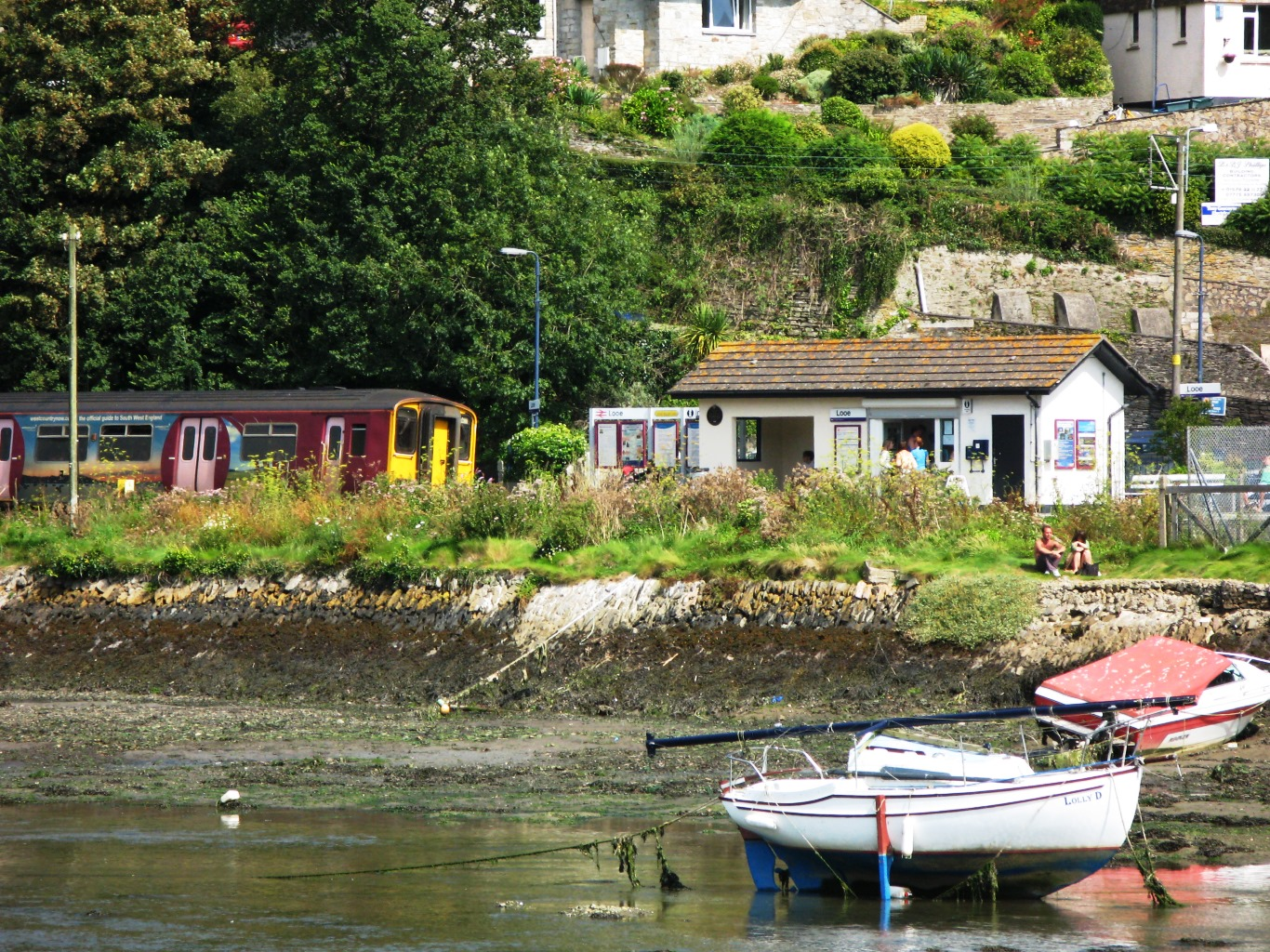
Pociąg na stacji w Looe

| Prowadzi z Liskeard do Looe. Jej długość wynosi 13 km. Została wybudowana w 1860 r., ale przewozy pasażerskie rozpoczęły się w 1879 r. Po drodze jeden przystanek czołowy Coombe Junction. W dni powszednie obsługuje dziewięć kursów wahadłowych. Biegnie doliną rzeki Looe. Uważana jest za jedną z najbardziej malowniczych linii Anglii. Przebiega przez rezerwaty przyrody, zarówno fauny, jak i flory. Linia miała być zamknięta na mocy tzw. Beeching Axe w 1966 r. Od lat osiemdziesiątych XX w. jest tzw. community railway, czyli linią działającą na mocy porozumienia przewoźnika z władzami lokalnymi. Pociągi na linii kursują co godzinę. Stacje na linii: - Coombe Junction - St Keyne Wishing Well - Causeland - Sandplace - Looe |

## Atlantic Coast Line

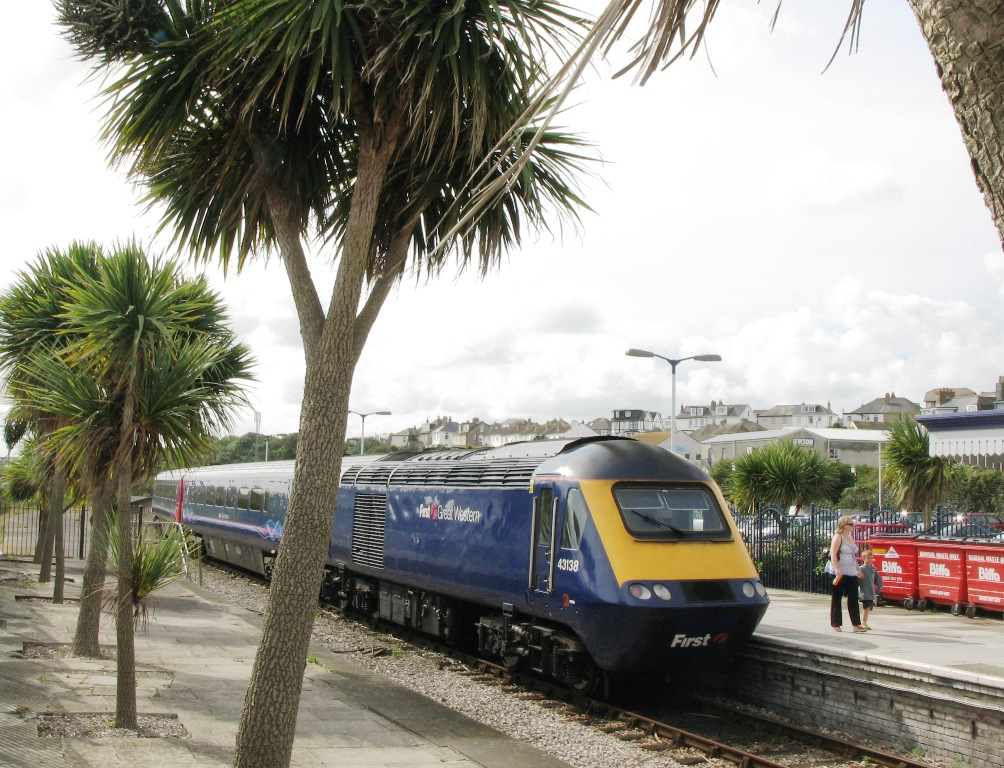
Stacja w Newquay

Rozpoczyna się w Par i prowadzi do Newquay. Jest najdłuższą odnogą linii głównej na terenie hrabstwa. Jej długość wynosi 33 km a czas przejazdu 50 minut i prowadzi przez wrzosowisko Goss Moor. Linię ukończono w 1874 r. Dziennie obsługuje ją siedem pociągów kursujących wahadłowo. W okresie wakacyjnym linia ma bezpośrednie połączenie z Londynem, jako jedyna boczna odnoga linii szkieletowej.
Stacje na linii:
- Luxulyan
- Bugle
- Roche
- St Columb Road
- Quintrell Downs
- Newquay

## Tamar Valley Line

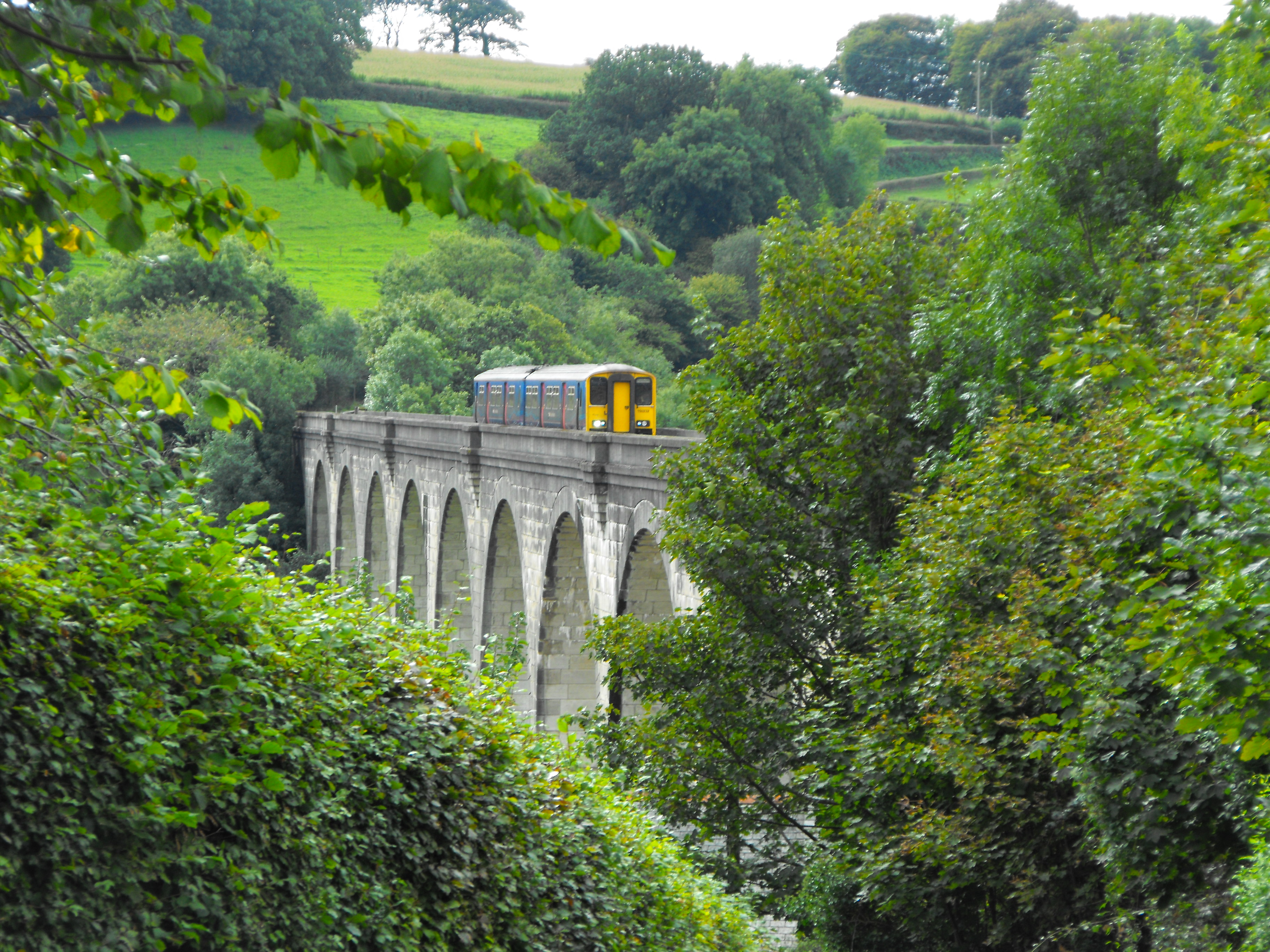
Wiadukt w Calstock, jedno z dwóch miejsc, gdzie kolej przekracza granicę Kornwalii

| Rozpoczyna się na stacji Plymouth w hrabstwie Devon i początkowo biegnie przez jego teren. Prowadzi doliną rzeki Tamar z Plymouth do Gunnislake. Jej długość wynosi 23 km, a czas przejazdu ok. 50 minut. Przejeżdża m.in. przez wiadukt w Calstock. Po drodze jeden przystanek czołowy w Bere Alston. Linia w większości przebiega przez obszar chronionego krajobrazu Area of Outstanding Natural Beauty. Została oddana do użytku na całej długości w 1907 r. i przeznaczona była głównie dla funkcjonujących w tym rejonie kopalń cyny. Kolej oparła się likwidacji w ramach tzw. Beeching Axe ze względu na niedostateczny system dróg w tym rejonie. Linię obsługuje dziennie 7 kursów wahadłowych. Planowane jest przedłużenie linii do Tavistock w związku z rozbudową miasta. Na terenie Kornwalii znajdują się stacje: - Calstock - Gunnislake |

## Maritime Line

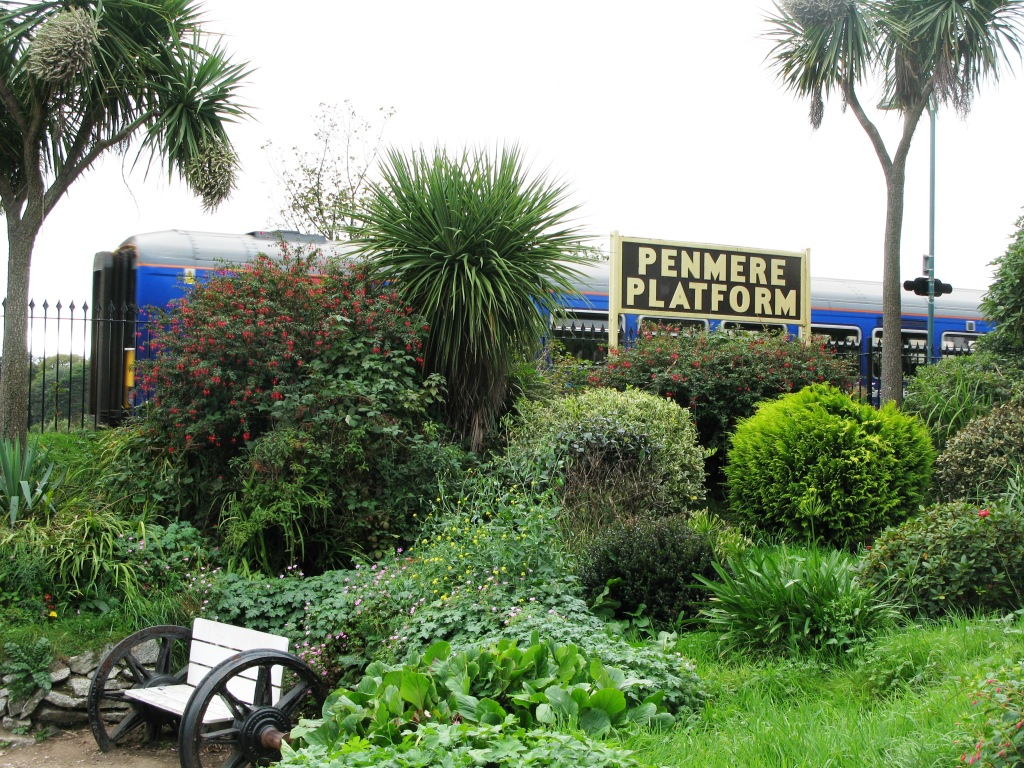
Stacja – ogród Penmere Garden

Osiemnastokilometrowy odcinek między Truro a Falmouth. Linia została otwarta w roku 1863, początkowo wyłącznie dla obsługi ruchu pocztowego, mającego ułatwić dowóz poczty z Londynu do portu w Falmouth. W dni powszednie pociągi na linii kursują co pół godziny.
Stacje na linii:
- Perranwell
- Penryn
- Penmere Platform
- Falmouth Town
- Falmouth Docks

## St Ives Bay Line

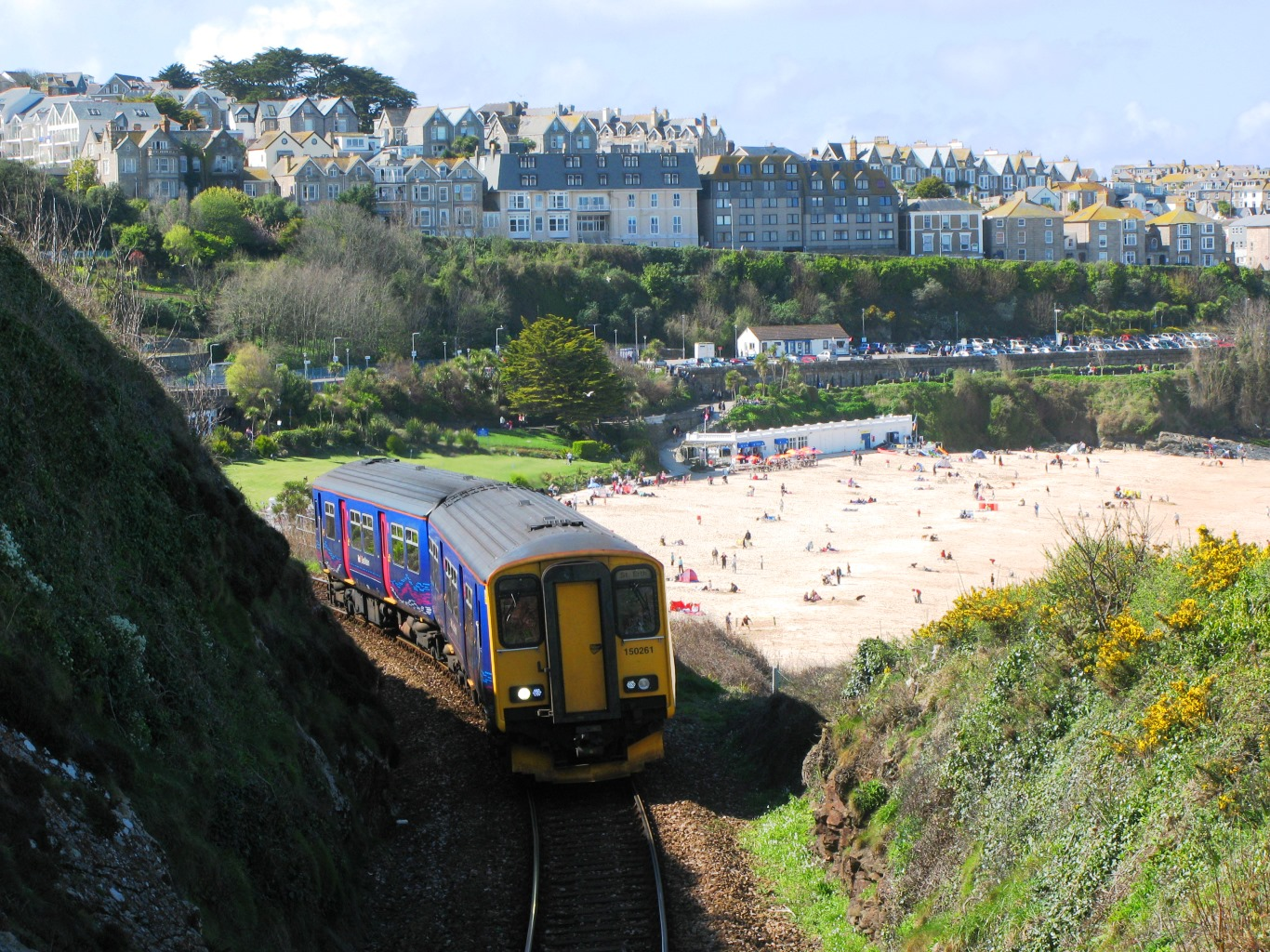
St Ives

| Rozpoczyna się w St Erth i prowadzi do St Ives. Jej długość wynosi 8 km. Biegnie początkowo przez estuarium Hayle, a następnie wzdłuż brzegów Oceanu Atlantyckiego, wzdłuż zatoki St Ives Bay. Linia została otwarta w 1877 r. i przeznaczona była głównie do dowozu turystów do St Ives. Na trasie pociągi kursują wahadłowo między St Ives i St Erth, średnio co pół godziny w dni powszednie. Na trasie znajduje się przystanek Lelant Saltings, przeznaczony do obsługi ruchu typu park and ride dla St Ives i Carbis Bay. Stacje na linii: - Lelant Saltings - Lelant - Carbis Bay - St Ives |

## Bodmin and Wenford Railway

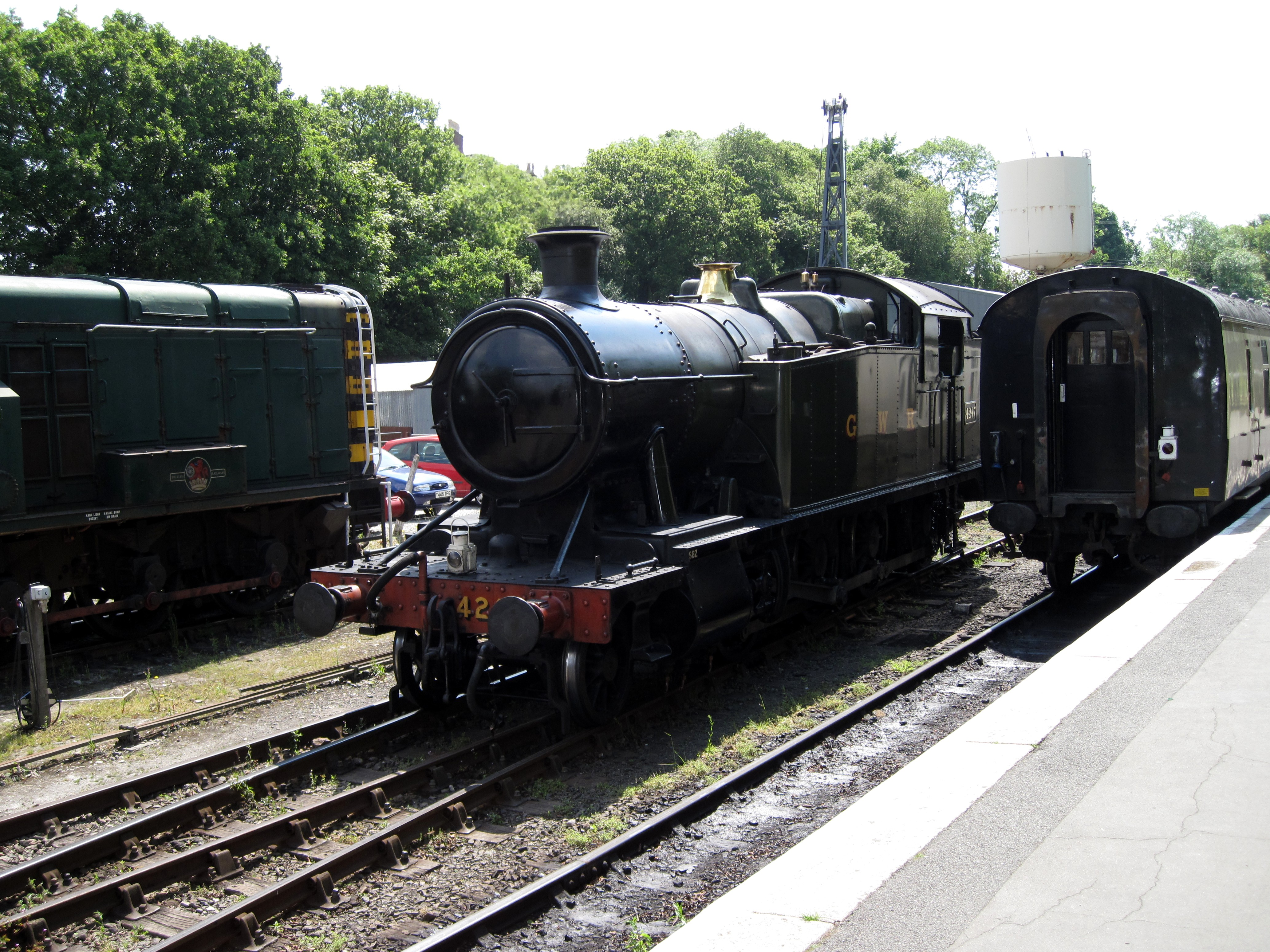
Bodmin and Wenford Railway

Zabytkowa kolej łącząca stację Bodmin Parkway z miejscowością Bodmin aż do stacji Boscarne Junction. Linię otworzono w 1887 r., w 1964 r. zlikwidowano na niej trakcję parową a zamknięto dla ruchu pasażerskiego w 1967 na mocy Beeching Axe, a do 1983 r. była czynna dla funkcjonującego w okolicach przemysłu ceramicznego. Po przejęciu linii przez prywatną spółkę, ruch dla potrzeb turystycznych przywrócono w latach 90. Linię obsługuje trakcja parowa. Linia jest czynna od maja do końca września.